# Zale nigrior
Zale nigrior är en fjärilsart som beskrevs av Embrik Strand 1917. Zale nigrior ingår i släktet Zale och familjen nattflyn. Inga underarter finns listade i Catalogue of Life.